# Georg Friedrich Steinweeg
Georg Friedrich Steinweeg (auch Georg Friedrich Steinweg; * 2. März 1700 in Botenheim; † 20. August 1762 in Denkendorf) war ein lutherischer Theologe und Lehrer.

## Leben
Steinweeg war Sohn des Pfarrers von Botenheim Johann Jakob Steinweg (1662–1723). Er absolvierte die Klosterschulen Blaubeuren und Bebenhausen. Am 27. Oktober 1717 wurde er an der Universität Tübingen immatrikuliert. Er trat 1720 in das Tübinger Stift ein, wurde am 4. November 1720 Bakkalaureus und zugleich zum Magister graduiert. Über vier Jahre wirkte er als Amanuensis von Christoph Matthäus Pfaff, einem der Wegbereiter der theologischen Aufklärung, dann ab 1729 als Repetent am Tübinger Stift. 
Steinweeg wurde zum 6. Juli 1734 als 2. Klosterpräzeptor an die Klosterschule Denkendorf berufen. Er stieg 1741 zum 1. Klosterpräzeptor auf und wurde 1752 zum Professor des herzoglich württembergischen Seminars Denkendorf ernannt.
Steinweeg heiratete 1735 in Tübingen Maria Margarethe Hoffmann (1716–1787), die Tochter des Gottfried Hoffmann. Tobias Gottfried Hegelmaier war sein Schwiegersohn.

## Werke (Auswahl)
- Erleichterte Biblisch-Hebräische Grammatik, Erhard, Stuttgart 1753.
- Orbis In Tabvla: geographische Vorstellung der gantzen Welt, Homann, Nürnberg um 1755.